# 数字电台

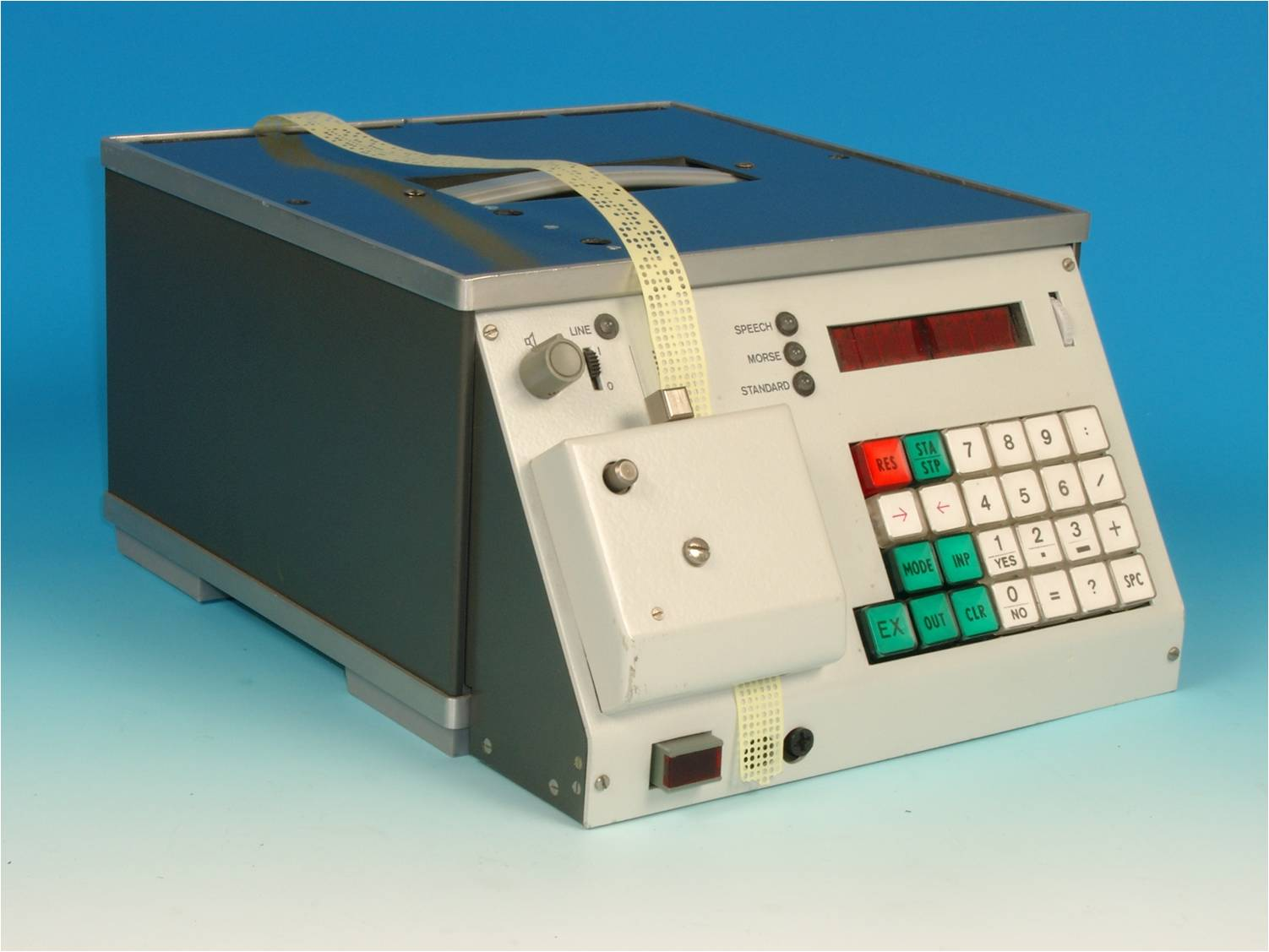
东德史塔西使用的数字电台莫尔斯电码生成器

数字电台（英語：Number Station），是一類發射沒有規律聲音的電台，被懷疑由情報機構向國外人員發送。多數被確定的数字电台會利用語音合成方式傳送持续播送数字、字母，同時亦有相移鍵控和摩爾斯電碼傳送訊息的個案。多數的數字电台可能按照特定時間表發送訊息，亦有沒有任何已知傳送規律的數字電台。英语、中文、俄语、西班牙文等多种语言的数字电台都有出现的记录。
第一個數字電台在第一次世界大戰時被記錄，它利用摩尔斯电码傳送數字。數字電台於冷戰時期最為盛行，直到現今仍有數字電台由運作。捷克內政部和瑞典安全局都有解密文件指出，捷克斯洛伐克利用數字站進行間諜活動。
從自1970 年代開始，監聽和記錄數字電台的傳輸已經作為短波和業餘無線電愛好者的興趣之一。

## 格式
一般来說，一個數字電台會遵循一個基本的格式，通常在整點或半點内开始。數字電台的訊息通常會分為三段，分別為調諧信號、正文、結束。
- 調諧信號：數字電台會在傳送開始時，先播放調諧信號，即是廣播開始時所播放的音樂，供接收者分辦電台[6][7]。調諧信號可以由數字、字母解釋法的形式、短話、音樂或電子聲音播放。數字電台播放重要訊息時，亦可能會不播放調諧信號。
  - 例如星星廣播電台中，會以以中國民樂作為調諧信號。[8]
- 正文：在調諧信號播放後，會開始播放數字電台的正文。數字電台的正文通常是四或五位數字或者字母組成，內容通常會重複數次。[6]
  - 在「中文機器人」（VC01）中，正文由一連串的數字組成。[9]
- 最后，在正文發送完毕后，數字電台將以獨特的方式结束。可以籍由播放特定的句子，或者播放音樂的方式宣佈。[6]

上述格式不能適用在所有數字電台上，會數字電台不跟從此格式。比方說，來自俗稱「空氣喇叭」（The Air Horn）的數字電台中，從來沒有發出任何有格式的聲音。
由於數字電台的加密方法是不公開的，因此實際播放內容不明。在一個個案中，來自西德的數字電台採用一次性密碼本形式加密，是只能使用單次使用的加密方式。

## 分類
歐洲數字信息收集與監測協會（ENIGMA）2000小組為每個已知的數字電台分配了一個代碼，並且在2017年編成了「ENIGMA活躍數字電台列表」。ENIGMA2000小組採用一個字母跟著一個數字的方式，為每一個數字電台編號，字母代表數字電台使用的語言。
| E  | 英語數字電台             |
| G  | 德語數字電台             |
| S  | 斯拉夫語種數字電台       |
| V  | 其他語言的數字電台       |
| M  | 播放摩爾斯電碼的數字電台 |
| SK | 數字模式的數字電台       |
| HM | 混合模式的數字電台       |
| DP | 偽多聲道的數字電台       |
| X  | 其他方式的數字電台       |

例如採用中文廣播的星星廣播電台，得到ENIGMA2000小組中的「V13」編號。一些電台在被發現不是數字電台時，也被剝奪了它們的稱號。 比如E22，起初被認為是數字電台，但在2005年被發現是全印廣播電台的測試傳輸後，稱號被除去。
除此之外，數字電台也經常被愛好者根據廣播特徵以加以命名。「林肯郡偷獵者」廣播電台的得名，是來自於它在廣播開始時，會播放英國民謠「林肯郡偷獵者」的前两小節。

## 实例
- 星星广播电台（V13），一家据信为中華民國国防部军事情报局所属的数字电台，有5个频道，每天整点及半点播出，近年因“共谍案”仅有零星电文呼出。[18]
- 台湾的自由中国之声（现已并入中央广播电台）曾在节目中播出数字代码，向在中国大陆潜伏的特工传递情报。
- 全国收听台（V22），据信是中华人民共和国国家安全部所属的数字电台。该台分“广州呼叫”和“北京呼叫”两个频率，现已停播。[19]
- VC01、V26，据信为中国人民解放军空军的数字电台，使用人工合成语音播报数字，被称为“中文机器人”（Chinese Robot）。[20]
- 2016年6月24日，朝鲜平壤广播电台再次出现暗号广播。[21][22][23][24]
- V24：韩国对朝鲜内部潜伏的特工进行的数字广播[25]。
- XSL：日本海上自卫队的数字电台，使用1500波特的相位偏移调制脉冲声发送电报。因脉冲声类似老虎机声音，被称为“日本老虎机”（Japanese Slot Machine）。[26]
- UVB-76是俄罗斯一个位于4625 kHz（单边带）的神秘电台，据信由俄罗斯联邦军队所拥有。收音机爱好者将其称为The Buzzer（蜂鸣器）。它每天24小时发送向外发送单调的声音，每分钟重复约25次。UVB-76电台于1982年首次被观察到，在少数情况下持续的嗡嗡声会中断，并出现由俄语播出的语音信息。[27][28]
- 锣电台（英语：Gongs or Chimes (numbers station)）（G03）：前东德的一个数字电台。据传在1990年两德统一之后停播。
- 倒放音乐（Backward Music）：俄罗斯的一个数字电台，具体开播时间为2000年。其声音类似前苏联的数字电台“UVB-76”。每日发出单调且刺耳的声音，偶尔该电台会发出暗号。